# 特拉博赫
特拉博赫是奥地利施蒂利亚州莱奥本县的一个市镇。总面积12.52平方公里，总人口1394人，人口密度111.3人/平方公里（2005年）。